# Ogończyk tarninowiec
Ogończyk tarninowiec (Satyrium spini) – motyl dzienny z rodziny modraszkowatych.

## Wygląd
Rozpiętość skrzydeł od 29 do 33 mm, dymorfizm płciowy niezbyt wyraźny. Na spodniej stronie skrzydeł „nibygłowa”.

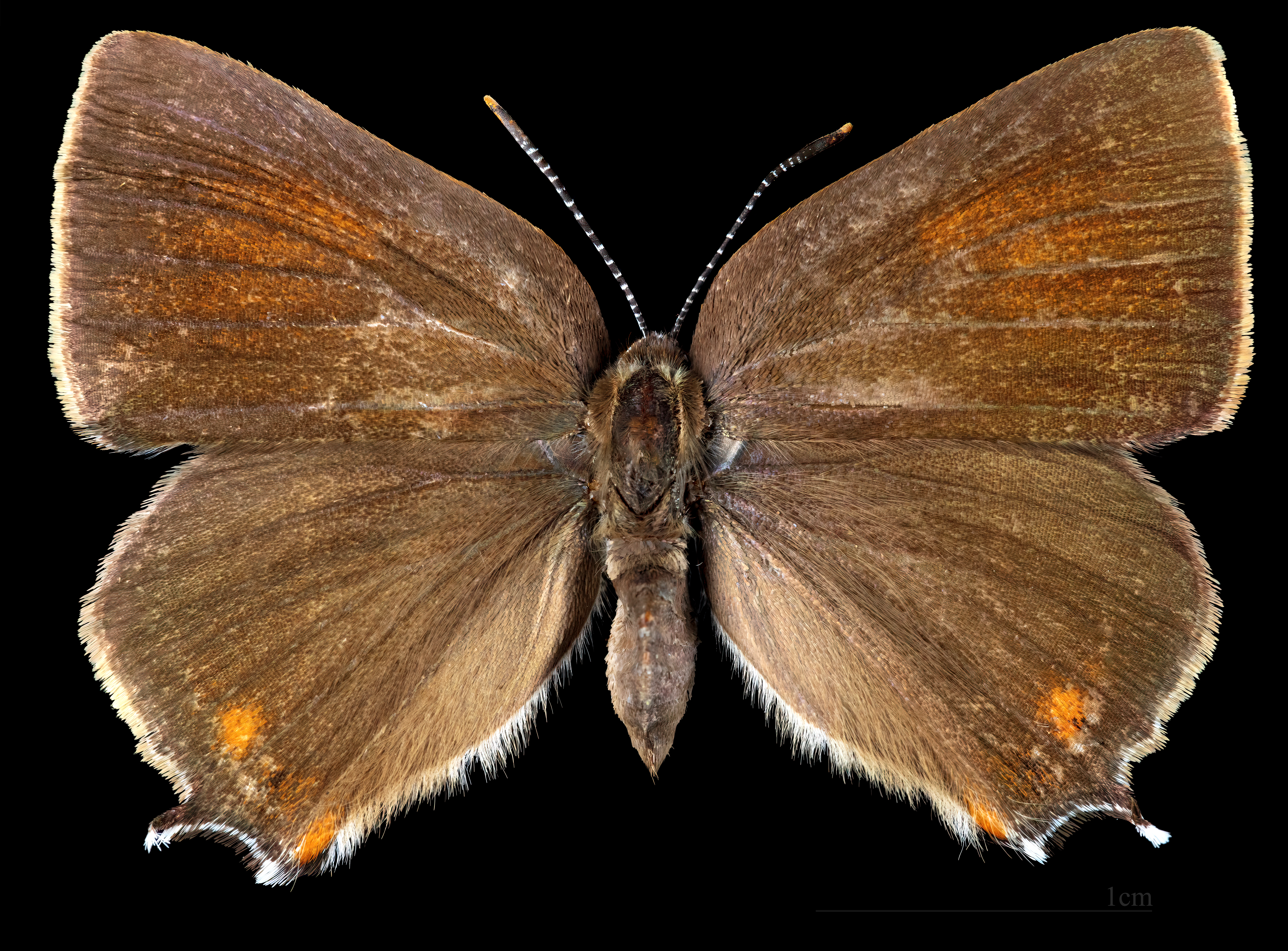
Satyrium spini ♂
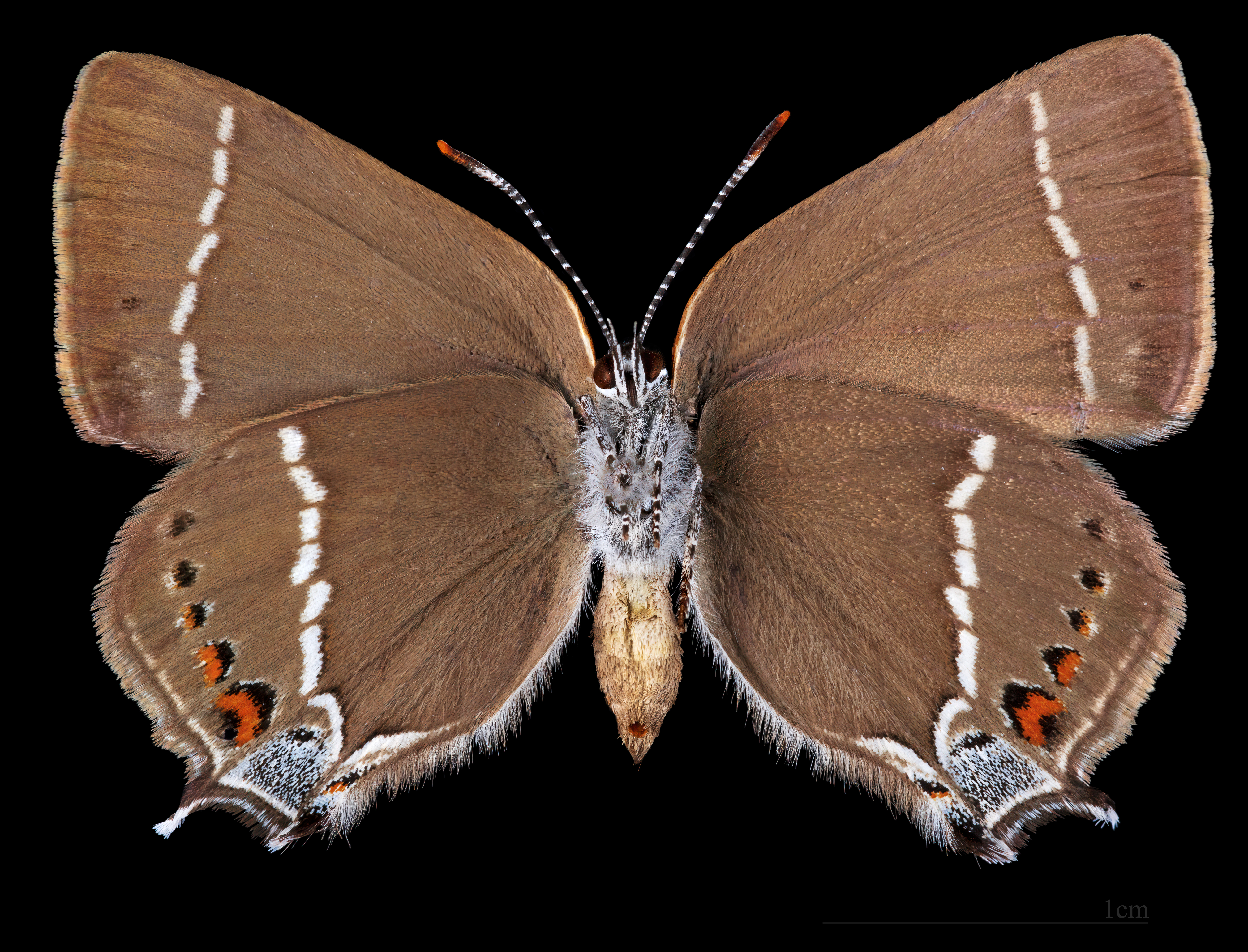
Satyrium spini ♂  △

## Siedlisko
Polany w suchych lasach, skraje lasów z niskimi krzewami, zarośla na nasłonecznionych zboczach. W Polsce północno-wschodniej również tereny podmokłe.

## Biologia i rozwój
Wykształca jedno pokolenie w roku (połowa czerwca-początek sierpnia). Rośliny żywicielskie: szakłak pospolity i kruszyna pospolita. Jaja składane są po 2–6 na rozwidleniach gałązek krzewów rosnących w nasłonecznionych miejscach. Jajo zimuje, larwy żerują w ciągu dnia, najpierw na pąkach, potem na liściach. Ich rozwój trwa 1–1,5 miesiąca. Stadium poczwarki trwa 3 tygodnie. Larwom mogą towarzyszyć mrówki (hurtnica pospolita lub inne gatunki z rodzaju Formica) 

## Rozmieszczenie geograficzne
Gatunek zachodniopalearktyczny, rozprzestrzeniony od Półwyspu Iberyjskiego przez większość Europy, Turcję i Kaukaz po Iran. Na terenie Polski występuje lokalnie w środkowej, południowej i wschodniej części kraju.